# Delfim Neves
Delfim Santiago das Neves est un homme politique santoméen, membre du Parti de convergence démocratique.

## Biographie
Ancien ministre, il se présente à l'élection présidentielle de 2011 et finit quatrième avec 14,36 % des voix, devant Maria das Neves, Elsa Pinto, Aurélio Martins (Mouvement pour la libération de Sao Tomé-et-Principe – Parti social-démocrate) et quatre autres candidats indépendants mais derrière Manuel Pinto da Costa (élu, sans étiquette) et Evaristo Carvalho (Action démocratique indépendante).
En 2018, il est vice-président puis président du Parti de convergence démocratique (PCD). Il est élu le 22 novembre 2018 président de l'Assemblée nationale, avec 28 voix contre 25 pour son adversaire, Carlos Cassandra Correia de l'ADI. Il cite dans son discours d'investiture le nom de la figure de l'indépendance santoméenne Alda do Espírito Santo et celui de Francisco da Silva, qui sont deux anciens présidents de l'Assemblée nationale ayant excercé durant les années 1990 et 2000, comme ses « professeurs ».
Delfim Neves est nommé membre du Conseil supérieur de la presse le 2 juillet 2019.
Il est candidat à l'élection présidentielle de 2021, soutenu par le PCD. Il obtient 16,88 % des voix et arrive au pied du second tour. Avant les élections législatives de 2022, il fonde le mouvement Basta qui bénéficie du soutien du PCD.